# (100451) 1996 RR15
(100451) 1996 RR15 es un asteroide perteneciente al cinturón de asteroides, descubierto el 13 de septiembre de 1996 por el equipo del Spacewatch desde el Observatorio Nacional de Kitt Peak, Arizona, Estados Unidos.

## Designación y nombre
Designado provisionalmente como 1996 RR15.

## Características orbitales
1996 RR15 está situado a una distancia media del Sol de 3,037 ua, pudiendo alejarse hasta 3,380 ua y acercarse hasta 2,695 ua. Su excentricidad es 0,112 y la inclinación orbital 12,07 grados. Emplea 1933 días en completar una órbita alrededor del Sol.

## Características físicas
La magnitud absoluta de 1996 RR15 es 15,4. Tiene 3,128 km de diámetro y su albedo se estima en 0,15.